# Жагажай
Жагажа́й (каз. Жағажай) — село у складі Жетисайського району Туркестанської області Казахстану. Входить до складу сільського округу Жолдасбая Єралієва.
До 2001 року село називалось Достик або МТФ совхоза імені 30-ліття Октября.
Населення — 229 осіб (2021; 229 у 2009, 127 у 1999, 164 у 1989).